# Lancia Beta Montecarlo
Lancia Beta Montecarlo är en sportbil, tillverkad av den italienska biltillverkaren Lancia mellan 1975 och 1981.

## Montecarlo
Montecarlon började sin tillvaro som en tänkt, större efterträdare till Fiat X1/9. Pininfarina ritade karossen och den skulle kallas Fiat X1/20. Just före premiären på Genèvesalongen 1975 kom man på att man skulle kunna ta ut ett högre pris om den såldes som en Lancia och vagnen bytte raskt märke och namn till Lancia Beta Montecarlo, trots att den inte har något släktskap med övriga Beta-modeller. Tillverkningen skedde hos Pininfarina.
Motorn, en tvålitersfyra försedd med en tvåports Weber- förgasare, sitter placerad på tvären i mitten. Den är plockad direkt från Fiat och har inte Lancias egenutvecklade cylinderhuvud, som övriga Beta-modeller.
I USA såldes bilen under namnet Lancia Scorpion, eftersom Chevrolet yrkade på rätten till namnet Monte Carlo. USA-versionen hade en mindre motor, kraftigt strypt av landets avgasreningskrav. Den lilla motorn innebar att bilen hade rätt usla prestanda och försäljningen tog aldrig fart på det som skulle blivit bilens huvudmarknad.
På grund av den låga efterfrågan stoppades tillverkningen 1978 och låg nere ett år. När sedan tillverkningen startade igen, hade man redan givit upp tanken på en nystart i USA. Bilar producerade efter att produktionen låg nere saknade servobromsar vilket minskade problem med att bromsarna på framhjulen låste sig vilket tidigare varit ett stort problem.
Produktionen uppgick till 7 595 exemplar.

## Montecarlo Turbo

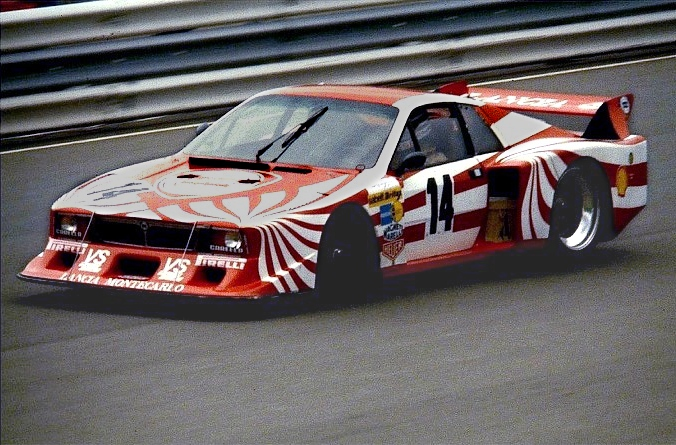
Montecarlo Turbo på Nürburgring 1980

I slutet av sjuttiotalet kördes sportvagns-VM med Grupp 5-bilar. Porsche var överlägsna med sin 935-modell, men Lancia beslutade att utveckla en tävlingsbil ur Montecarlon.
Grupp 5-bilen var mycket löst baserad på produktionsbilen och förutom sittbrunnen och motorblocket var allt nyutvecklat. Abarth hjälpte till med mekaniken, medan Pininfarina tog hand om aerodynamiken. Chassit vidareutvecklades av Gian Paolo Dallara. Abarth byggde en helt ny motor runt det befintliga blocket. För att den turboladdade motorn skulle få användas i tvålitersklassen minskades slagvolymen till 1425 cm³.
Bilen debuterade halvvägs in på säsongen 1979. Den visade sig framgångsrik och lyckades flera gånger slå den dittills närmast oslagbara Porsche 935:an.
Till 1981 hade Abarth utvecklat en större motor, men Lancia satsade sina resurser på att ta fram en efterträdare inför det kommande Grupp C-reglementet.
Förutom sportvagnsracern vidareutvecklade Lancia även Montecarlon till rallybil med modellen Rally 037.

## Tekniska data
| Tekniska data               | Scorpion                                                        | Montecarlo                                                      | Montecarlo Turbo Grupp 5                                        |
| --------------------------- | --------------------------------------------------------------- | --------------------------------------------------------------- | --------------------------------------------------------------- |
| Motor:                      | Mittmonterad 4-cylindrig radmotor                               | Mittmonterad 4-cylindrig radmotor                               | Mittmonterad 4-cylindrig radmotor med turbo                     |
| Cylindervolym:              | 1756 cm³                                                        | 1995 cm³                                                        | 1425 cm³                                                        |
| Borrning x slaglängd:       | 84,0 x 79,0 mm                                                  | 84,0 x 90,0 mm                                                  | 82,0 x 67,5 mm                                                  |
| Max effekt vid varvtal:     | 84 hk vid v/min                                                 | 120 hk vid 6 000 v/min                                          | 473 hk vid 9 500 v/min                                          |
| Max vridmoment vid varvtal: |                                                                 | 171 Nm vid 3 400 v/min                                          | 382 Nm vid 6 000 v/min                                          |
| Ventilstyrning:             | Dubbla överliggande kamaxlar, 2 ventiler per cylinder           | Dubbla överliggande kamaxlar, 2 ventiler per cylinder           | Dubbla överliggande kamaxlar, 4 ventiler per cylinder           |
| Bränslesystem:              | Enkel tvåports-förgasare                                        | Enkel tvåports-förgasare                                        | Kugelfischer bränsleinsprutning                                 |
| Växellåda:                  | 5-växlad manuell                                                | 5-växlad manuell                                                | 5-växlad manuell                                                |
| Hjulupphängning fram & bak: | Undre tvärlänkar, McPhersonben, skruvfjädrar, krängningshämmare | Undre tvärlänkar, McPhersonben, skruvfjädrar, krängningshämmare | Undre tvärlänkar, McPhersonben, skruvfjädrar, krängningshämmare |
| Bromsar:                    | Hydrauliska skivbromsar                                         | Hydrauliska skivbromsar                                         | Hydrauliska skivbromsar                                         |
| Chassi & kaross:            | Självbärande stålkaross                                         | Självbärande stålkaross                                         | Självbärande monocoque med glasfiberkaross                      |
| Hjulbas:                    | 230 cm                                                          | 230 cm                                                          | 230 cm                                                          |
| Längd x bredd x höjd:       | 381 x 169 x 119 cm                                              | 381 x 169 x 119 cm                                              | 460 x 199 x 110 cm                                              |
| Torrvikt:                   | 1 050 kg                                                        | 1 050 kg                                                        | 780 kg                                                          |
| Toppfart:                   |                                                                 |                                                                 | 270 km/h                                                        |

## Tävlingsresultat

### Sportvagns-VM 1979
Montecarlo Turbo debuterade på Silverstone halvvägs in på säsongen 1979. Redan första året lyckades stallet ta en klasseger i Grupp 5 vid Pergusa 6-timmars, genom Riccardo Patrese och Carlo Facetti.
Denna första säsong slutade Lancia tvåa i mästerskapet, efter Porsche.

### Sportvagns-VM 1980
Säsongen 1980 delades Grupp 5 upp i två kategorier, med motorer under eller över två liter. Lancia var totalt överlägsna i den mindre klassen och lyckades även ta hem tre totalseger under säsongen, dessutom dubbelsegrar alla tre. Vid Brands Hatch 6-timmars vann Riccardo Patrese och Walter Röhrl före Eddie Cheever och Michele Alboreto. Vid Mugello 6-timmars vann Riccardo Patrese och Eddie Cheever före Michele Alboreto och Walter Röhrl. Vid Watkins Glen 6-timmars vann Hans Heyer och Riccardo Patrese före Michele Alboreto och Eddie Cheever.
I mästerskapet vann Lancia tvålitersklassen.
Bilen användes även i nationella mästerskap och 1980 vann Hans Heyer tyska sportvagnsmästerskapet med en Montecarlo.

### Sportvagns-VM 1981
Säsongen 1981 tog Lancia en totalseger, på Watkins Glen 6-timmars, där Riccardo Patrese och Michele Alboreto  vann före Andrea de Cesaris och Henri Pescarolo.
Lancia dominerade än en gång lilla Grupp 5-klassen och vann mästerskapet.